# Transit Elevated Bus
Transit Elevated Bus lub 3D Express Coach (chin. trad. 立體快巴, chin. upr. 立体快巴, pinyin Lìtǐ Kuǎi Bā) – projekt pojazdu transportu masowego w miastach, który zaprojektowało przedsiębiorstwo Shenzhen Hashi Future Parking Equipment Company. Przedstawiony został w maju 2010 roku na 13. wystawie high-tech w Pekinie. Konstrukcja prototypu planowana była na koniec 2010 roku w dystrykcie Mentougou w Pekinie.
Pojazd porusza się okrakiem nad dwoma pasami jezdni, umożliwiając jeżdżenie pod nim innym pojazdom (niższym niż 2 m), co zmniejsza ryzyko powstania zatoru. Na przystankach są zbudowane odpowiednie platformy umożliwiające łatwe wsiadanie i wysiadanie z pojazdu. Pojazd jest napędzany elektrycznie i ma przewozić 1200–1400 pasażerów, z prędkością do 60 km/h.
Koszt budowy (500 mln juanów) stanowi 10% kosztów budowy w tym samym miejscu metra, które byłoby równorzędnym rozwiązaniem.
Od czerwca 2017 roku po mieście Qinhuangdao już nie jeździ.